# 库尔西欧洛日
库尔西欧洛日（法語：Courcy-aux-Loges，法語發音：[kuʁsi o lɔʒ]）是法国卢瓦雷省的一个市镇，位于该省中北部，属于皮蒂维耶区。

## 地理
库尔西欧洛日（48°3'52"N, 2°12'45"E）面积20.9 平方千米，位于法国中央-卢瓦尔河谷大区卢瓦雷省，该省份为法国中北部省份，北起埃松省，西北接厄尔-卢瓦省，西南接卢瓦-谢尔省，南至涅夫勒省和谢尔省，东临约讷省，东北接塞纳-马恩省。
与库尔西欧洛日接壤的市镇（或旧市镇、城区）包括：马罗欧布瓦、希约尔欧布瓦、安格拉讷、弗里尼。

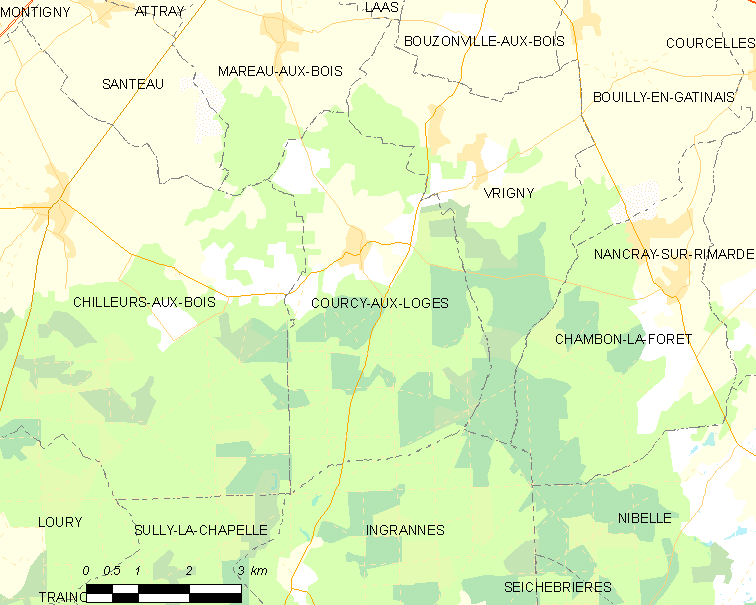
库尔西欧洛日的OSM定位图

库尔西欧洛日的时区为UTC+01:00、UTC+02:00（夏令时）。

## 行政
库尔西欧洛日的邮政编码为45300，INSEE市镇编码为45111。

## 政治
库尔西欧洛日所属的省级选区为勒马勒塞布瓦县。

## 人口

1962-2008年间库尔西欧洛日人口变化图示

库尔西欧洛日于2022年1月1日时的人口数量为453人。